# Деян Любічіч
Деян Любічіч (нім. Dejan Ljubicic, нар. 8 жовтня 1997, Відень, Австрія) — австрійський футболіст, центральний півзахисник німецького клубу «Кельн» та національної збірної Австрії.

## Клубна кар'єра
Деян Любічіч починав ігрову кар'єру у складі столичного «Рапіду». Але свій перший матч на професійному рівні Любічіч провів у клубі Другої Бундесліги «Вінер-Нойштадт», де у 2017 році він грав на правах оренди. Після закінчення оренди він повернувся до «Рапіда» і там у серпні того ж року дебютував у австрійській Бундеслізі. Загалом у австрійському клубі Любічіч провів понад сто поєдинків.
Влітку 2021 року на правах вільного агента футболіст перейшов до німецького «Кельна».

## Збірна
У 2019 році Деян Любічіч у складі моолдіжної збірної Австрії брав участь у молодіжному Євро, що проходив в Італії. 9 жовтня 2021 року у матчі відбору до чемпіонату світу 2022 року проти команди Фарер Любічіч дебютував у національній збірній Австрії.

## Особисте життя
Деян Любічіч народився в родині боснійських хорватів. У серпні 2021 року був засуджений за те, що три роки тому разом з іншим хорватським футболістом кинув кілька скляних пляшок у мечеть боснійського міста Киселяк. Кожен з них змушений був заплатити по 1000 конвертованих марок.
Молодший брат Деяна Роберт також професійний футболіст, грає у віденському «Рапіді».